# Beauville (Lot-et-Garonne)
Pour les articles homonymes, voir Beauville.
Beauville est une commune du Sud-Ouest de la France, située dans le département de Lot-et-Garonne (région Nouvelle-Aquitaine).

## Géographie

### Localisation
Situé sur un éperon rocheux en Pays de Serres, aux confins du Quercy, cet ancien bourg seigneurial surplombe la vallée de la Petite Séoune, à l'écart des grands axes de communication de la région. La commune est limitrophe du département de Tarn-et-Garonne.
Les villes d'Agen et de Villeneuve-sur-Lot ne sont respectivement qu'à 25 et 30 km. De plus, l'aéroport Toulouse Blagnac est à seulement une heure.

### Communes limitrophes
Les communes limitrophes sont Saint-Amans-du-Pech, Bourg-de-Visa, Lacour, Roquecor, Blaymont, Cauzac, Dondas et Engayrac.
| Blaymont | Saint-Amans-du-Pech (Tarn-et-Garonne) | Roquecor (Tarn-et-Garonne)      |
| Cauzac   | Beauville                             | Lacour (Tarn-et-Garonne)        |
| Dondas   | Engayrac                              | Bourg-de-Visa (Tarn-et-Garonne) |

### Climat
Pour des articles plus généraux, voir Climat de la Nouvelle-Aquitaine et Climat de Lot-et-Garonne.
Historiquement, la commune est exposée à un climat océanique aquitain.  
En 2020, Météo-France publie une typologie des climats de la France métropolitaine dans laquelle la commune est exposée à un climat océanique altéré et est dans la région climatique Aquitaine, Gascogne, caractérisée par une pluviométrie abondante au printemps, modérée en automne, un faible ensoleillement au printemps, un été chaud (19,5 °C), des vents faibles, des brouillards fréquents en automne et en hiver et des orages fréquents en été (15 à 20 jours).
Pour la période 1971-2000, la température annuelle moyenne est de 12,4 °C, avec une amplitude thermique annuelle de 16,1 °C. Le cumul annuel moyen de précipitations est de 831 mm, avec 11,4 jours de précipitations en janvier et 6,4 jours en juillet. Pour la période 1991-2020, la température moyenne annuelle observée sur la station météorologique la plus proche, située sur la commune de Laroque-Timbaut à 10 km à vol d'oiseau, est de 14,0 °C et le cumul annuel moyen de précipitations est de 821,7 mm,. Pour l'avenir, les paramètres climatiques de la commune estimés pour 2050 selon différents scénarios d’émission de gaz à effet de serre sont consultables sur un site dédié publié par Météo-France en novembre 2022.

## Urbanisme

### Typologie
Au 1er janvier 2024, Beauville est catégorisée commune rurale à habitat dispersé, selon la nouvelle grille communale de densité à sept niveaux définie par l'Insee en 2022.
Elle est située hors unité urbaine. Par ailleurs la commune fait partie de l'aire d'attraction d'Agen, dont elle est une commune de la couronne,. Cette aire, qui regroupe 81 communes, est catégorisée dans les aires de 50 000 à moins de 200 000 habitants,.

### Occupation des sols

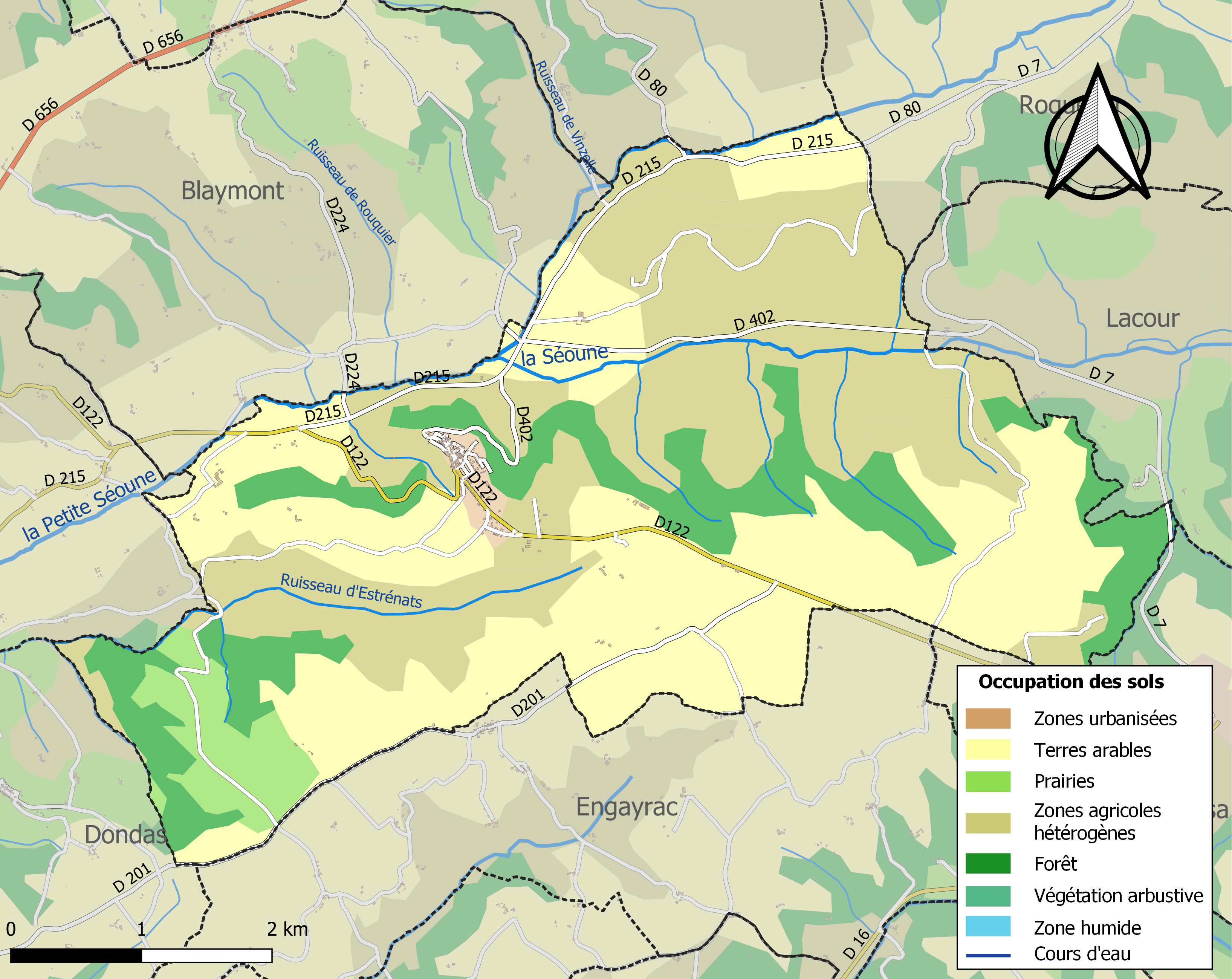
Carte des infrastructures et de l'occupation des sols de la commune en 2018 (CLC).

L'occupation des sols de la commune, telle qu'elle ressort de la base de données européenne d’occupation biophysique des sols Corine Land Cover (CLC), est marquée par l'importance des territoires agricoles (83,5 % en 2018), en diminution par rapport à 1990 (84,6 %). La répartition détaillée en 2018 est la suivante : 
terres arables (40,9 %), zones agricoles hétérogènes (38,3 %), forêts (15,4 %), prairies (4,3 %), zones urbanisées (1,1 %). L'évolution de l’occupation des sols de la commune et de ses infrastructures peut être observée sur les différentes représentations cartographiques du territoire : la carte de Cassini (XVIIIe siècle), la carte d'état-major (1820-1866) et les cartes ou photos aériennes de l'IGN pour la période actuelle (1950 à aujourd'hui).

### Risques majeurs
Le territoire de la commune de Beauville est vulnérable à différents aléas naturels : météorologiques (tempête, orage, neige, grand froid, canicule ou sécheresse), inondations, mouvements de terrains et séisme (sismicité très faible). Il est également exposé à un risque technologique, le risque nucléaire. Un site publié par le BRGM permet d'évaluer simplement et rapidement les risques d'un bien localisé soit par son adresse soit par le numéro de sa parcelle.

#### Risques naturels
Certaines parties du territoire communal sont susceptibles d’être affectées par le risque d’inondation par une crue à  débordement lent de cours d'eau, notamment la Petite Séoune et la Séoune . La commune a été reconnue en état de catastrophe naturelle au titre des dommages causés par les inondations et coulées de boue survenues en 1982, 1993, 1999, 2007, 2008, 2009, 2013 et 2021,.
Les mouvements de terrains susceptibles de se produire sur la commune sont des affaissements et effondrements liés aux cavités souterraines (hors mines) et des tassements différentiels. Afin de mieux appréhender le risque d’affaissement de terrain, un inventaire national permet de localiser les éventuelles cavités souterraines sur la commune.

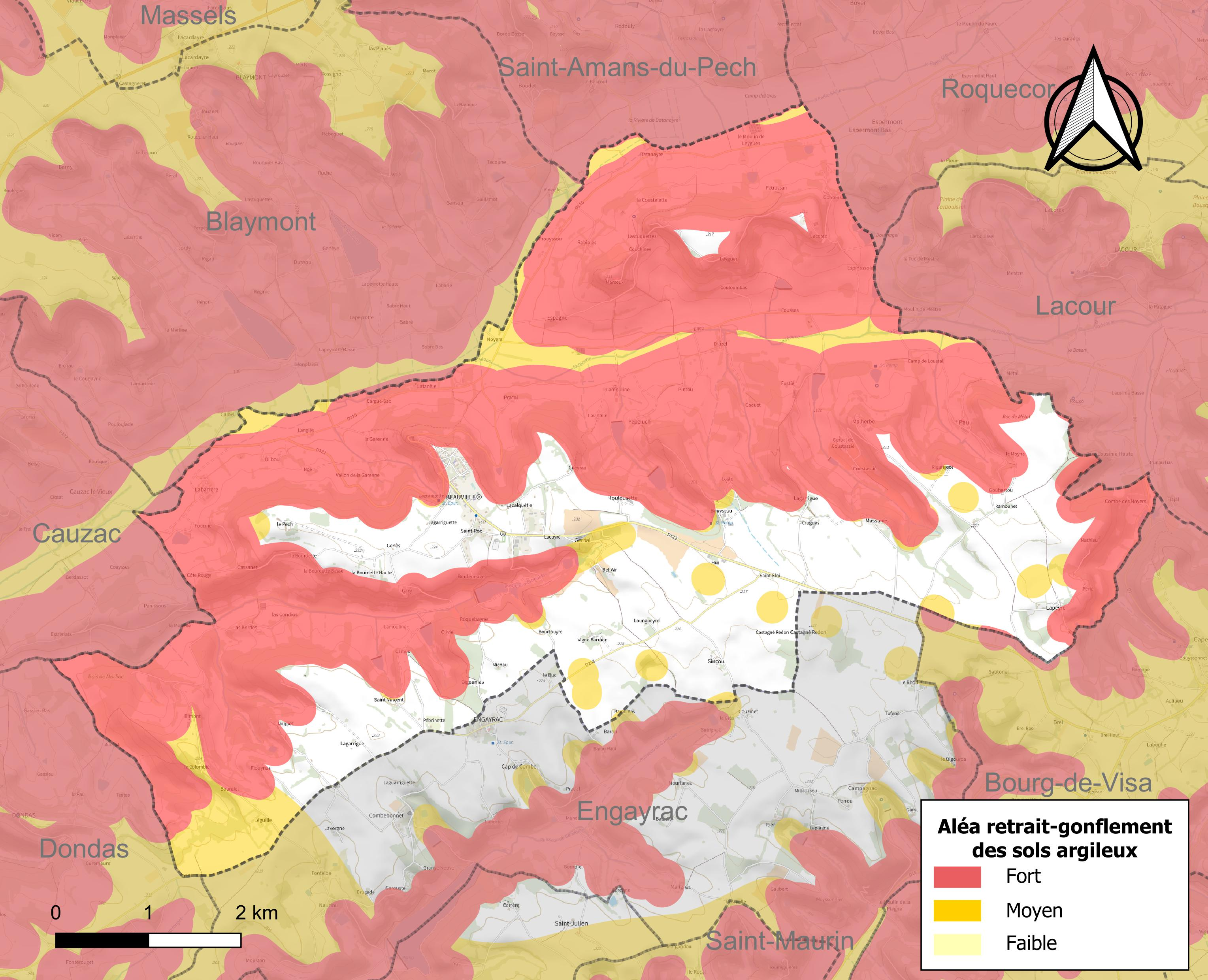
Carte des zones d'aléa retrait-gonflement des sols argileux de Beauville.

Le retrait-gonflement des sols argileux est susceptible d'engendrer des dommages importants aux bâtiments en cas d’alternance de périodes de sécheresse et de pluie. 71,1 % de la superficie communale est en aléa moyen ou fort (91,8 % au niveau départemental et 48,5 % au niveau national). Depuis le 1er octobre 2020, en application de la loi ELAN, différentes contraintes s'imposent aux vendeurs, maîtres d'ouvrages ou constructeurs de biens situés dans une zone classée en aléa moyen ou fort,.
Concernant les mouvements de terrains, la commune a été reconnue en état de catastrophe naturelle au titre des dommages causés par la sécheresse en 2009 et 2011 et par des mouvements de terrain en 1999.

#### Risque technologique
La commune étant située dans le périmètre du plan particulier d'intervention (PPI) de 20 km autour de la centrale nucléaire de Golfech, elle est exposée au risque nucléaire. En cas d'accident nucléaire, une alerte est donnée par différents médias (sirène, sms, radio, véhicules). Dès l'alerte, les personnes habitant dans le périmètre de 2 km se mettent à l'abri. Les personnes habitant dans le périmètre de 20 km peuvent être amenées, sur ordre du préfet, à évacuer et ingérer des comprimés d’iode stable,,.

## Toponymie
Le nom de la localité est attesté sous les formes Bovisvilla en 1274,, parfois Bouville[Quand ?], Boville [Quand ?], Beauville[Quand ?][réf. nécessaire], Bauvila en occitan.
Il s'agit d'une formation médiévale en -ville au sens ancien de « domaine rural », dont le premier élément Beau- est expliqué par l'anthroponyme germanique Bovo par Albert Dauzat et Charles Rostaing. L'attraction graphique de l'adjectif français beau aurait ensuite joué.

## Histoire

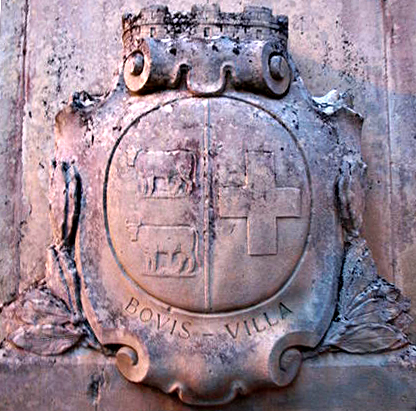
Blason de Beauville sur le monument aux morts.

Beauville a été jusqu'au XVIe siècle le siège d'une importante baronnie de l'Agenais, possession de la famille féodale de Beauville puis Talleyrand-Périgord dont l’évêque d’Autun fut le dernier baron.
François de Beauville a mené en 1574 la défense du château contre les protestants.
Même si le plan du village, organisé autour d'une place à arcades a suggéré que Beauville pouvait être une bastide "oubliée", son existence était bien antérieure à la période de création des bastides à la fin du XIIe siècle. C'était typiquement un bourg seigneurial contre son château. Seule la partie centrale du village actuel a un plan proche de celui d'une bastide, alors que les maisons les plus proches du château ont disparu. Il est probable que le seigneur ait loti et mis à disposition le terrain aux habitants, avec la même disposition et des droits similaires à ceux d'une véritable bastide, tout simplement pour ne pas voir sa population partir vers les nombreuses bastides nouvellement créées dans les environs.
Saint Roch est le saint protecteur du village. Né vers l'an 1200 à Montpellier, il mourut jeune dans des conditions misérables.
Au XVIe siècle, son évocation écarta le fléau de la lèpre qui anéantissait le bétail de Beauville.
Une chapelle fut construite en son honneur sur les hauts de Beauville. Elle s'écroula avec le temps. Une croix de pierre la rappelle encore aujourd'hui à côté de l'actuel château d'eau.
Une caserne de gendarmerie était cantonnée à Beauville de 1831 à 1976.

## Politique et administration

### Liste des maires
| Période       | Période                   | Identité                     | Étiquette | Qualité     |
| ------------- | ------------------------- | ---------------------------- | --------- | ----------- |
| octobre 1947  | mars 1965                 | Henry Archambault De Vencay  |           |             |
| mars 1965     | 1968                      | Louis Boucard                |           |             |
| 1968          | mars 1971                 | Abel Lautié                  |           |             |
| mars 1971     | 1987                      | Claude Archambault De Vencay |           | Agriculteur |
| 1987          | mars 2001                 | Raymond Desplat              |           | Agriculteur |
| mars 2001     | décembre 2021 (démission) | Annie Reimherr               | DVD       | Greffier    |
| décembre 2021 | En cours                  | Patrick Roux                 |           | Agriculteur |

## Population et société

### Démographie
L'évolution du nombre d'habitants est connue à travers les recensements de la population effectués dans la commune depuis 1793. Pour les communes de moins de 10 000 habitants, une enquête de recensement portant sur toute la population est réalisée tous les cinq ans, les populations de référence des années intermédiaires étant quant à elles estimées par interpolation ou extrapolation. Pour la commune, le premier recensement exhaustif entrant dans le cadre du nouveau dispositif a été réalisé en 2006.

En 2022, la commune comptait 552 habitants, en évolution de −3,16 % par rapport à 2016 (Lot-et-Garonne : −0,18 %, France hors Mayotte : +2,11 %).
| 1793  | 1800  | 1806  | 1821  | 1831  | 1836  | 1841  | 1846  | 1851  |
| ----- | ----- | ----- | ----- | ----- | ----- | ----- | ----- | ----- |
| 2 500 | 1 429 | 1 680 | 1 637 | 1 703 | 1 578 | 1 567 | 1 566 | 1 434 |

| 1856  | 1861  | 1866  | 1872  | 1876  | 1881  | 1886  | 1891  | 1896  |
| ----- | ----- | ----- | ----- | ----- | ----- | ----- | ----- | ----- |
| 1 350 | 1 317 | 1 274 | 1 241 | 1 203 | 1 175 | 1 142 | 1 128 | 1 044 |

| 1901 | 1906 | 1911 | 1921 | 1926 | 1931 | 1936 | 1946 | 1954 |
| ---- | ---- | ---- | ---- | ---- | ---- | ---- | ---- | ---- |
| 962  | 915  | 872  | 764  | 795  | 756  | 741  | 764  | 674  |

| 1962 | 1968 | 1975 | 1982 | 1990 | 1999 | 2006 | 2011 | 2016 |
| ---- | ---- | ---- | ---- | ---- | ---- | ---- | ---- | ---- |
| 657  | 579  | 462  | 545  | 548  | 553  | 583  | 573  | 570  |

| 2021 | 2022 | - | - | - | - | - | - | - |
| ---- | ---- | - | - | - | - | - | - | - |
| 551  | 552  | - | - | - | - | - | - | - |

### Fêtes et événements principaux
- Course cycliste des Rameaux (dimanche avant Pâques) :

Premier grand rendez-vous de l'année à Beauville. Cette course, associée à la petite fête foraine, marque le début des beaux jours.
Cette épreuve du calendrier régional du Guidon Agenais n'est pas des plus faciles. Légèrement fluctuant d'une année à l'autre, le circuit d'une douzaine de kilomètres, fait toujours passer les coureurs par les deux côtes de Beauville et donc au cœur du village.
- Feu de la Saint-Jean (dernière semaine de juin) :

Organisé par "l'écol'in" (association des parents d'élèves de l'école de Beauville), cette soirée d'été est aussi l'occasion de la fête de l'école.
- France-Angleterre de pétanque (14 juillet) :

Inventé par Nick Twilett, un citoyen anglais installé à Beauville, ce concours amical de pétanque est assez original.
Depuis 1994 et sa première édition, le concours regroupe chaque année au boulodrome ombragé de Beauville sur la place du Carré, des personnes des deux nationalités désireuses de se divertir.
Chaque doublette est composée d'un Français et d'un Anglais (Britanniques, Irlandais, Américains ou autres nationalités sont aussi les bienvenus). Ces derniers se doivent de communiquer au mieux pour essayer d'atteindre la finale du concours. Arrivés à celle-ci, ils disputeront deux matchs. Le premier sera pour déterminer la doublette vainqueur du tournoi, mais surtout le deuxième, permettra de savoir qui des Français ou des Anglais l'emportent cette année. Pour ce dernier match, les doublettes finalistes sont donc recomposées par nationalités.
L'après-midi se termine toujours par un traditionnel banquet permettant s'il le faut encore de resserrer les liens entre les deux nations.
Côté palmarès, les Français du Boulevardier Beauvillois restent maîtres. En 16 éditions, ils ont remporté 14 fois le coquetier, n'en laissant que 2 à leurs amis anglais "the goods eggs" (Les bons œufs se traduisant par : Les bons gars).
- Moto-cross de Beauville (dernier week-end de juillet) :

Organisé par le Moto Club de Beauville sur le beau terrain de "Gary", cet événement est aussi une tradition. Durant deux jours, se succèdent les essais et les épreuves, de niveau départemental, dans différentes catégories, sur un circuit à l'esprit "supercross". Il attire jusqu'à 2000 spectateurs et plus de 150 compétiteurs.
- Grande Brocante-vide grenier (2e dimanche d'août) :

La grande brocante-vide grenier de Beauville est un événement majeur pour le village.
Toujours sur la place ombragée du Carré (près d'un hectare), ce sont près de 200 exposants qui viennent une fois l'an proposer leurs articles durant toute la journée.
- Fête de la Saint-Roch (1er dimanche après la Saint-Roch, 16 août) :

Depuis presque 500 ans, chaque année un hommage particulier est rendu à saint Roch. Appelée aussi Bénédiction des animaux, cet fête consiste comme ce nom l'indique, à bénir religieusement les animaux afin de les protéger des maladies. D'abord réservée aux bovins, tous types d'animaux peuvent maintenant être amenés par leurs propriétaires soucieux de leur santé. C'est d'ailleurs l'occasion d'en découvrir ou d'en redécouvrir, de nombreux animaux de diverses espèces étant exposés sur le carré durant cette journée.
- Marché nocturne de Noël (vendredi soir avant Noël) :

Mis en place il y a un peu moins de 10 ans, il a lieu sur la place à arcades du village.
Un concours d'épouvantails est organisé par l' association culturelle de RUAT CARGUESSAC dans le cadre d'un vide jardin brocante.

### Animations estivales
- Marché nocturne gourmand avec animation musicale. Sur la place devant la mairie. Tous les vendredis en juillet-août.
- Soirée concert les lundis de l'été au camping "Les 2 lacs". En juillet-août, sauf la première semaine de juillet.

### Associations Sportives
- AS La Griffe Noire Taekwondo-Hapkido
- Stade Beauvillois Basket : Club historique du village, né au début du XXe siècle. De l'après guerre aux années 1960, il s'appela la Revanche Beauvilloise. Puis, il prit le nom d'Amicale Laïque de Beauville quand il fut repris en main par l'instituteur de l'époque. Il reprit enfin son nom de départ dans les années 1970. À la fin de la saison 1982, le club fut mis en sommeil, faute de salle couverte. Le terrain du Carré ne suffisait plus ; il fallait maintenant jouer dedans. La municipalité de l'époque n'avait pas jugé nécessaire de construire une salle pour le seul club sportif cher aux Beauvillois. Il fallut attendre 15 ans et l'action de la communauté des communes du canton de Beauville, avec à sa tête le regretté M. Bissières, qui acheva en 1997 une salle des sports à usage intercommunal, pour enfin voir le club fonctionner de nouveau. Il compta jusqu'à 60 licenciés en 2004, répartis en 5 équipes (de baby à seniors), dont 2 engagées en Championnat fédéral de Lot-et-Garonne et 3 autres en Championnat UFOLEP. Cependant, avec le temps, par manque de bénévoles, de soutien et surtout à cause d'une fusion manquée avec le club voisin de Puymirol, le Stade Beauvillois fut remis en sommeil à l'aube de la saison 2006/2007.

Côté palmarès, le club peut quand même s'enorgueillir de quelques titres, si les mémoires sont bonnes :
Champion de Lot-et-Garonne en 1944,
Champion UFOLEP de Lot-et-Garonne en 1963,
Champion UFOLEP¨Benjamins de Lot-et-Garonne en 1999,
Champion UFOLEP Poussins de Lot-et-Garonne en 2002.

## Culture locale et patrimoine

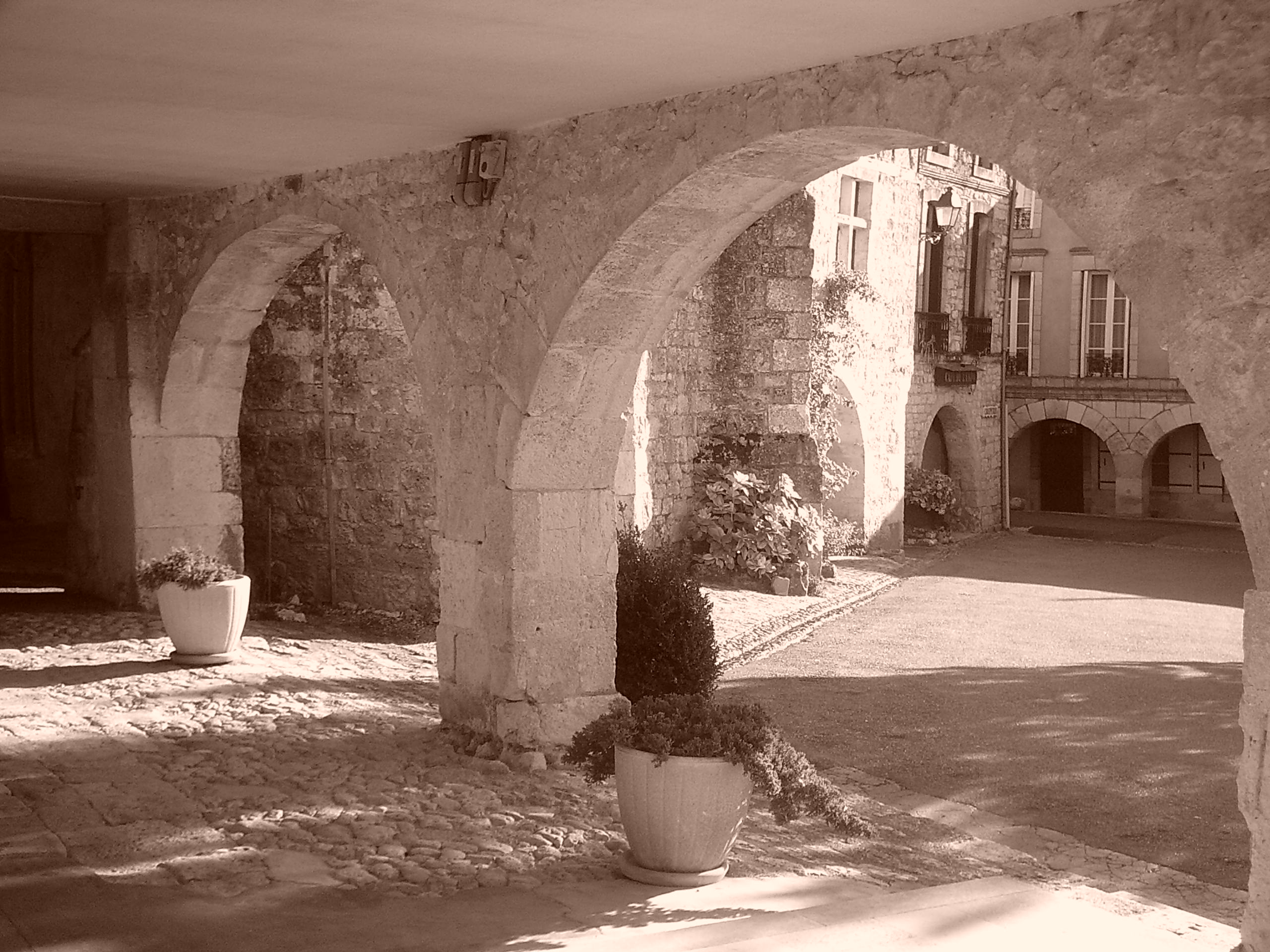
Arcades de la place.

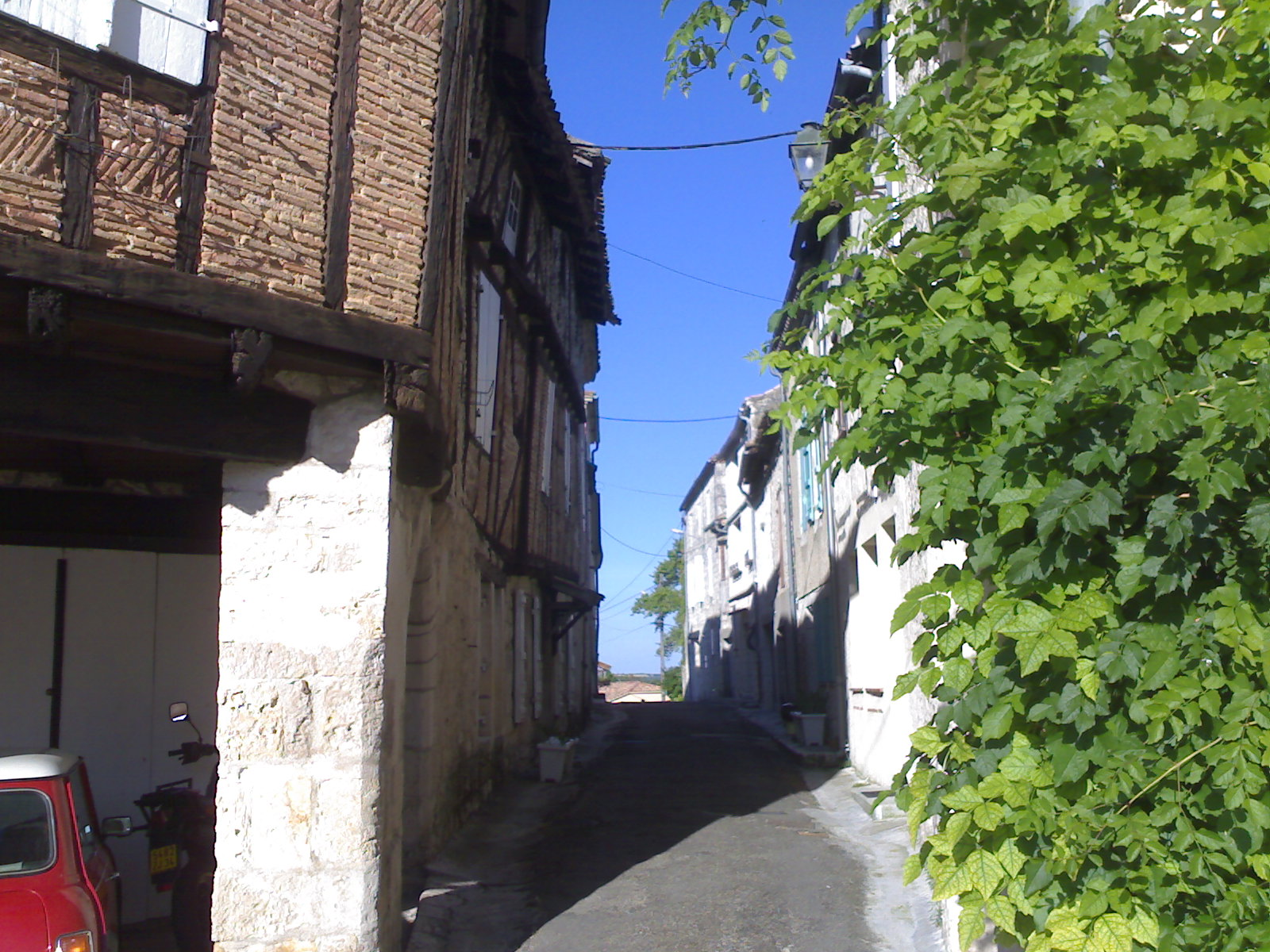
Rue partant de la place.

### Patrimoine religieux
- L'église Saint-Jacques, XVIe siècle est inscrite par arrêté en 1925 et son clocher une ancienne tour de défense du XIIIe siècle est classée monument historique par arrêté en 1929[30].
- L'église Saint-Caprais au hameau de Marcoux est classée monument historique par arrêté en 1922[31].
- Eglise romane du hameau de Pau.

### Patrimoine civil
- motte castrale à Noé (privé).

Cette butte, considérée d'abord comme un tumulus, a été réinterprétée comme étant un vestige de motte castrale. Un tumulus aurait contenu une sépulture de l'âge de fer, ce qui n'est pas le cas. La partie supérieure de la butte est en terre rapportée, elle contenait une excavation et des débris charbonneux.
- Silos funéraires à Marcoux.
- Tête sculptée en calcaire blanc, de 15 cm de haut, non datée, découverte en 1955 au lieu-dit Moulin à Vent.
- Substructions et sols gardant des restes de mosaïque à Pau, laissant penser à la présence d'une villa romaine.
- Restes de voie romaine près du château de Massanès et entre Beauville et la Petite Séoune.
- Le château de Beauville construit au XIIIe siècle et XVIe siècle est classé monument historique par arrêté en 1925[32].
- Le château de Massanès, disposé autour d'une cour.

C'était d'abord une grange (ferme monastique fortifiée) ou un prieuré de l'abbaye de Saint-Maurin, attaquée comme celle-ci par les troupes de Simon IV de Montfort lors de la guerre des Albigeois pendant l'été 1212. Il contenait au XIXe siècle, dans ses caves, un sarcophage en marbre blanc sculpté de type aquitain, maintenant dans une collection privée en Grande Bretagne.
- Maisons à colombages.
- Place à arcades.
- Place du Carré plantée de tilleuls.
- Chemin de ronde.
- L'éperon.
- Vieux lavoir.
- Le "jardin des indiens" donné symboliquement aux Osages et  Chicachas de l'Oklahoma, commémore symboliquement depuis 1992 le lien du sud-ouest de la France avec les trois membres de cette tribu amérindienne, qui avaient, après avoir été montrés comme des bêtes de foire par un intermédiaire douteux, et erré abandonnés à leur sort, été secourus grâce à l'évêque de Montauban qui avait été missionnaire chez eux. En 1829 l'évêque fait appel à la générosité publique, et ainsi ces Osages ont pu rentrer chez eux en Amérique[33].

### Patrimoine environnemental
- Les 2 Lacs : camping, pêche, baignade.

### Personnalités liées à la commune
- Pierre Marraud (1861-1958) préfet en 1900, conseiller d’État, commissaire du gouvernement à la fin de la Première Guerre mondiale, sénateur en 1920, ministre de l’Intérieur en 1921. Ministre de l’Instruction publique et des Beaux-arts (1928-1930), il fait voter, le 16 avril 1930, la loi de finances sur la gratuité de l’enseignement secondaire. conseiller général de Beauville et président du conseil général de Lot-et-Garonne (1921-1933).
- Olivier Damaisin (1966-), député de la 3e circonscription de Lot-et-Garonne de 2017 à  2022.

### Héraldique
| Blason de Beauville | Blason  | Parti : au 1er coupé au I de sinople à une coquille d'or, au II d'or à un bœuf arrêté de tenné, accorné et onglé d'argent, au 2d de gueules à une croix latine d'or. Devise / CriSul camin del pais (« Sur le chemin du pays ») |
| Blason de Beauville | Détails | Officiel. |
| Blason de Beauville | Alias   | Parti : au 1er d'or à deux vaches au naturel l'une sur l'autre (qui est de la famille de Beauville ou Boville) ; au 2d de gueules à une croisette d'or. Selon une interprétation peu scientifique datant de la fin du XIXe siècle, Beauville viendrait du latin Bovis villa, ou littéralement le « domaine des bœufs », bòu étant le bœuf en languedocien (avant la diphtongaison du -ò- qui a donné buèu dont la prononciation actuelle est « bèu », mais de toute façon cette diphtongaison n'a pas lieu en position atone, qui est le cas dans le nom de l'agglomération). |